# Puerto Parra
Puerto Parra là một khu tự quản thuộc tỉnh Santander, Colombia. Thủ phủ của khu tự quản Puerto Parra đóng tại Puerto Parra Khu tự quản Puerto Parra có diện tích 1452 ki lô mét vuông. Đến thời điểm ngày 28 tháng 5 năm 2005, khu tự quản Puerto Parra có dân số 4222 người.